# Pandemia di COVID-19 nelle Isole Marshall
Il primo caso della pandemia di COVID-19 nelle Isole Marshall è stato confermato il 29 ottobre 2020.

## Antefatti
Il 12 gennaio 2020, l'Organizzazione mondiale della sanità (OMS) ha confermato che un nuovo coronavirus era la causa di una malattia respiratoria in un gruppo di persone nella città di Wuhan, nella provincia cinese di Hubei, dato che è stato riferito all'OMS il 31 dicembre 2019.
Il tasso di mortalità per COVID-19 è stato molto più basso della SARS del 2003, ma la trasmissione è stata significativamente maggiore, portando ad un bilancio totale delle vittime più alto.
Il 5 maggio 2023, l'Organizzazione mondiale della sanità dichiara ufficialmente la fine della pandemia.